# Pałac Pena
Pałac Pena (port: Palácio Nacional da Pena) – XIX-wieczny, romantyczny pałac w miejscowości Sintra na zachód od Lizbony, w Portugalii. Stoi na jednym ze szczytów Gór Sintra, nad miastem Sintra, a w pogodny dzień można go łatwo dostrzec z Lizbony i wielu miejsc jej obszaru metropolitalnego. Jest Pomnikiem Narodowym i stanowi jeden z głównych obiektów epoki romantyzmu na świecie. Wraz z innymi obiektami rejonu Sintry, został wpisany na Listę Światowego Dziedzictwa UNESCO w ramach Krajobrazu kulturowego Sintry. W lipcu 2007 roku uznany został też za jeden z siedmiu cudów Portugalii. Jest okazjonalnie użytkowany w celach reprezentacyjnych przez prezydenta Republiki Portugalskiej oraz innych wysokich urzędników państwowych.
Pierwszy budynek, kaplicę upamiętniająca miejsce objawienia Matki Bożej, wybudowano na polecenie Jana II, króla Portugalii, w drugiej połowie XV wieku. Następny władca, Manuel I, założył w miejscu kaplicy klasztor dla 18 mnichów. Zniszczony później przez uderzenie pioruna i trzęsienie ziemi w 1755 roku, dopiero ok. 1830 roku zyskał zainteresowanie króla Ferdynanda II, który zlecił niemieckiemu inżynierowi Wilhelmowi von Eschwege budowę eklektycznego pałacu. 